# Monique Evelle
Monique Evelle Nascimento Costa (Salvador, 15 de setembro de 1994), conhecida como Monique Evelle, é empresária e jornalista. Em 2011 criou o Desabafo Social, laboratório de tecnologias sociais aplicadas à geração de renda, educação e comunicação. Entre 2016 e 2017, foi uma das repórteres do programa Profissão Repórter, da TV Globo.

## Origem e Educação
De origem humilde, filha de pai segurança e mãe empregada doméstica, a empreendedora soteropolitana teve que lidar, desde sempre, com discriminações do meio em que vivia. Moradora do Nordeste de Amaralina, Monique cursou o Ensino Fundamental em escola privada.
No Ensino Médio, estudou na rede pública de educação (Colégio Estadual Thales de Azevedo) na qual permaneceu até o final de seus estudos secundários. Após a conclusão do período escolar, iniciou seu bacharelado interdisciplinar em Humanidades - com ênfase em Política e Gestão da Cultura - pela Universidade Federal da Bahia (2013 - 2016).
Atualmente está finalizando a Pós Graduação em Gestão Estratégica da Inovação Tecnológica, na Universidade Federal de São Carlos (UFSCar).

## Carreira
Em 2009, fundou a 'Desabafo Social', inicialmente um grêmio estudantil, . Três anos mais tarde, a iniciativa foi transformada em uma organização não governamental direcionada à geração de renda, comunicação e educação, que pretende propor inovações que horizontalizem as relações no afroempreendedorismo.
Como jornalista, em 2017 Monique começa a fazer parte da equipe do Profissão Repórter, da Rede Globo, sendo finalista do Troféu Mulher Imprensa 2018  na categoria Melhor Reportagem Especial sobre Mulhere, com reportagem sobre Feminicídio.
Monique lança em 2019 seu primeiro livro chamado “Empreendedorismo Feminino – Olhar Estratégico sem Romantismo”[7] no qual coloca em texto sua visão sobre o empreendedorismo. "Eu sou mulher e sou negra, mas no livro eu não estou falando de gênero ou de racismo, estou falando de negócios", diz Monique. 
Em 2020 fundou a Inventivos, uma plataforma de desenvolvimento de novos empreendedores que recebeu doação do Black Founders Fund, iniciativa do Google For Startups. A comunidade vertical entrega aulas semanais, mentorias, networking e já atendeu mais de 2.500 membros.
Em 2021, Monique foi convidada para ser Consultora de Inovação para o NuBank, posição que lhe confere possibilidades para criar ações internas e externas de inovação, diversidade e inclusão. Sob sua coordenação está a criação do fundo Semente Preta, que destinará até R$ 1 milhão para as startups brasileiras com base na tecnologia, fundadas ou lideradas por pessoas negras.

## Reconhecimentos
Monique foi citada como influenciadora digital "capaz de arrastar multidões" em uma reportagem sobre o feminismo negro no jornal O Estado de S. Paulo. Também esteve listada como um dos destaques brasileiros abaixo dos 30 anos pela revista Forbes Brasil em 2017. Em 2019, se tornou LinkedIn Top Voices e esteve na lista da Youpix Builders, como uma das pessoas que ajudou a construir o mercado de conteúdo e influência no Brasil. Em 2020, entrou para a lista dos 50 profissionais mais criativos do Brasil da Revista Wired e esteve na lista das 100 Empreendedores de 2021 pela Bloomberg Línea.